# Feature Manipulation Engine
 (octobre 2012).
Si vous disposez d'ouvrages ou d'articles de référence ou si vous connaissez des sites web de qualité traitant du thème abordé ici, merci de compléter l'article en donnant les références utiles à sa vérifiabilité et en les liant à la section « Notes et références ».
Pour les articles homonymes, voir FME.
Feature Manipulation Engine (FME) est un logiciel de type ETL (Extraction, Transformation, Chargement), développé par la société canadienne SAFE Software, spécialisé en donnée géographique vectorielle et image. Il est utilisé dans tous les secteurs d’activité de l’information géographique : collectivités, industrie, services, producteurs de données ...

#### Listes de discussion
- (fr) http://georezo.net/forum/viewforum.php?id=28